# Labette (Kansas)
Pour les articles homonymes, voir Labette.
Labette est une ville américaine située dans le comté de Labette, au Kansas. Selon le recensement de 2010, sa population est de 78 habitants.